# David Mancuso
David Paul Mancuso (* 20. Oktober 1944 in Utica (New York); † 14. November 2016 in New York City) war ein New Yorker DJ. Bedeutung erlangte er als Gastgeber der von ihm begründeten Loft-Partys, die zur Keimzelle der New Yorker Disco-Bewegung wurden. Die Village Voice nannte ihn einen „Guru of the club underground“.

## Leben und Wirken

### Kindheit
David Mancuso kam als außereheliches Kind zur Welt. Er war das Ergebnis einer Liebesaffäre der italienisch-stämmigen Catilana Mancuso (genannt Kathleen), während ihr Ehemann Karl Hajdasz den Armeedienst ableistete. Zehn Tage nach der Geburt gab die Mutter ihr Kind in ein von Nonnen geführtes Kinderheim, wo sie ihn erst mit fünf Jahren wieder auslöste.
Die Jahre im Kinderheim waren für David sehr prägend. Eine der Nonnen, Schwester Alicia, hatte ein Partyzimmer mit Klavier, Plattenspieler und Kühlschrank eingerichtet und nutzte jeden möglichen Anlass, um zusammen mit den Kindern eine Party mit Luftballons und Girlanden zu feiern. Da die Kinder im Heim ständig wechselten, erlebte Mancuso eine erweiterte Form von Familie.

### Jugend
Mit 16 Jahren verließ David Mancuso die Schule, bezog eine billige Wohnung in New York und verdiente sein Geld als Schuhputzer und Tellerwäscher. Ein Freund aus Brooklyn machte den Musikliebhaber mit Klipschorn-Lautsprechern bekannt. Mancuso ging viel aus und besuchte ab 1967 den Electric Circus und ab 1968 Bill Grahams neu eröffnetes Fillmore East. Dort hörte er Nina Simone, aber auch einen Vortrag des LSD-Befürworters Timothy Leary. Mancuso wurde ein begeisterter Leary-Anhänger und besuchte dessen Vorträge und private LSD-Partys. Bald veranstaltete David Mancuso in seiner Wohnung eigene LSD-Experimente, zu deren meditativer Untermalung über seine hochwertige Stereoanlage ein vorher zusammengestelltes Tonband lief. Die musikalische Spannweite reichte von klassischer Musik über die Moody Blues bis hin zu Jazz und war nach den drei Bardos aus Learys Psychedelischem Handbuch gegliedert. Am Ende stand das Tanzen im Mittelpunkt.

### Loft-Partys
Um die Ausgaben für das Loft, das er illegal bewohnte, zu bezahlen, griff Mancuso auf das in der Black Community New Yorks bewährte Konzept der House-Rent-Party zurück. Besucher dieser „House Partys“ im eigentlichen Sinne zahlten einen kleinen Obolus und konnten dann an einer halböffentlichen Party mit Musik, Tanz und Getränken teilnehmen. Am 14. Februar 1970 lud David Mancuso seinen umfangreichen Freundeskreis zu seiner ersten Loft-Party ein, darunter viele aus der LGBT-Szene. Der Valentinsabend stand unter dem vieldeutigen Motto Love Saves the Day. Der Guardian bezeichnete den Abend als „first underground dance party in New York“.
Weitere Partys folgten; sie wurden nach ihrem Veranstaltungsort Loft-Partys genannt. Das Besondere dieser Partys im Loft war damals:
- Es gab keinen Türsteher, stattdessen wurde man direkt eingeladen, entrichtete aber einen Obolus von $2, später bis $25.[9]
- Es gab keinen Dresscode, jeder geladene Gast durfte anziehen, was er oder sie wollte.
- Es gab keinen Alkohol, um nicht mit dem Gesetz in Konflikt zu geraten; hierfür hätte es einer Ausschanklizenz bedurft. Stattdessen gab es Gratissäfte, Obst und LSD.[10]
- David Mancuso spielte alle Titel aus „Respekt vor den Künstlern“ aus. Darum bezeichnete er sich auch nicht als DJ, sondern als „musical host“, als „musikalischen Gastgeber“ seiner Housepartys.[11]
- Das Publikum durfte sich beim DJ ausdrücklich Titel wünschen und konnte auch eigene Platten mitbringen. Alle Gäste sollten sich wohlfühlen.

Für den optimalen Sound arbeitete Mancuso mit den Elektroingenieuren und Soundpionieren Alex Rosner und Richard „Dick“ Long zusammen. Alex Rosner verkaufte ihm die Klipschorn-Ecklautsprecher und installierte auch vier Hochtonlautsprecher an der Decke des Loft. Die Idee hierzu kam von Mancuso.

## Bedeutung
Die Loftpartys mit ihrer privaten Wohlfühlatmosphäre und dem buntgemischten Publikum (schwul, lesbisch, schwarz, asiatisch, Latino etc.) wurden stilprägend für die aufkommende Disco-Bewegung von New York. Mancuso machte mehrere Musiktitel bekannt, weil er sie als erster vor größerem Publikum spielte. Außerdem finanzierte David Mancuso den 1974 zusammen mit Steve D’Aquisto gegründeten ersten Record Pool. 

## Setlist des Loft
Auswahl-Diskographie des Loft der Jahre 1970 bis 1973
- Brian Auger: Listen Here
- Babe Ruth: The Mexican
- Barrabas: Wild Safari
- The Beatles: Here Comes the Sun
- The Beginning of the End: Funky Nassau
- Booker T. & the M.G.’s: Melting Pot
- James Brown: Get Up und Give It Up Or Turnit a Loose
- Chakachas: Jungle Fever
- Cymande: Bra
- Manu Dibango: Soul Makossa
- The Equals: Black Skinned Blue Eyed Man
- Aretha Franklin: Ain’t No Way
- Al Green: Love and Happiness
- Willie Hutch: Brother’s Gonna Work It Out
- The Intruders: I’ll Always Love My Mama
- The J. B.’s: Gimme Some More
- Eddie Kendricks: Girl You Need a Change of Mind
- MFSB: Love Is The Message
- Morgana King: A Taste of Honey
- Gladys Knight & the Pips: It’s Time to Go Now
- Curtis Mayfield: Move On Up
- Van Morrison: Astral Weeks
- The O’Jays: Love Train
- Edwin Starr: War
- Traffic: Glad
- War: City, Country, City und The World Is a Ghetto

## Diskographie
- David Mancuso presents The Loft, Nuphonic 1999.
- David Mancuso presents The Loft – Volume Two, Nuphonic 2000.

## Einzelbelege
1. ↑  Barry Walters: David Mancuso's Message of Love In: The Village Voice vom 22. November 2016.
2. ↑  David Mancuso, Whose New York Loft Was a Hub of ’70s Night Life, Dies at 72 (Nachruf) In: The New York Times vom 18. November 2016.
3. ↑  Tim Lawrence: Love Saves the Day, S. 5.
4. ↑  Triptikon: David Mancuso - Loft Saves the Day vom 29. Juli 2018.
5. ↑  Tim Lawrence: Love Saves the Day, S. 6–10.
6. ↑  David Mancuso, Whose New York Loft Was a Hub of ’70s Night Life, Dies at 72 (Nachruf) In: The New York Times vom 18. November 2016.
7. ↑  Jens Balzer: 50 Jahre Disco: Divers, emanzipatorisch und innovativ auf Deutschlandfunk vom 14. Februar 2020.
8. ↑  David Mancuso, DJ and dance culture pioneer, dies aged 72 The Guardian vom 15. November 2016.
9. ↑  Alexis Petridis: The legacy of David Mancuso: ‘His dancefloor was a kind of egalitarian utopia’
10. ↑  David Mancuso, Whose New York Loft Was a Hub of ’70s Night Life, Dies at 72 (Nachruf) In: The New York Times vom 18. November 2016.
11. ↑  Barry Walters: David Mancuso's Message of Love In: The Village Voice vom 22. November 2016.
12. ↑  Tim Lawrence: Love Saves the Day, S. 84–85.

| Personendaten    | Personendaten                                                       |
| ---------------- | ------------------------------------------------------------------- |
| NAME             | Mancuso, David                                                      |
| ALTERNATIVNAMEN  | Mancuso, David Paul (vollständiger Name)                            |
| KURZBESCHREIBUNG | US-amerikanischer DJ, Gastgeber der von ihm begründeten Loft-Partys |
| GEBURTSDATUM     | 20. Oktober 1944                                                    |
| GEBURTSORT       | Utica (New York)                                                    |
| STERBEDATUM      | 14. November 2016                                                   |
| STERBEORT        | New York City                                                       |